# Analisi tecnica
In finanza l'analisi tecnica (AT) è lo studio dell'andamento dei prezzi dei mercati finanziari nel tempo, allo scopo di prevederne le tendenze future, mediante principalmente metodi grafici e statistici. In senso lato è quella teoria di analisi (ovvero insieme di principi e strumenti) secondo cui è possibile prevedere l'andamento futuro del prezzo di un bene quotato (reale o finanziario), studiando la sua storia passata. Viene utilizzata, assieme all'analisi fondamentale, per la definizione delle decisioni di operatività finanziaria.
L'analisi tecnica si prefigge di analizzare e comprendere, attraverso l'analisi del grafico, l'andamento dei prezzi, il quale a sua volta rispecchia le decisioni degli investitori; inoltre si basa sull'assunto fondamentale che, poiché il comportamento degli investitori si ripete nel tempo, al verificarsi di certe condizioni grafiche, anche i prezzi si muoveranno di conseguenza.
Originariamente l'analisi tecnica fu applicata soltanto al mercato azionario, ma la sua diffusione si è gradualmente estesa al mercato delle materie prime, a quello obbligazionario, a quello valutario e agli altri mercati internazionali.
Lo studio del movimento dei mercati finanziari include le tre fonti principali di informazioni disponibili all'analista: prezzo, volume e open interest. Il termine "movimento dei prezzi" risulta quindi limitato per un analista tecnico che considera anche volumi e open interest quali parti integranti dell'analisi del mercato. Si tratta comunque di uno studio alla base di movimenti speculativi che è da sempre ritenuto in contrapposizione con lo studio di aspetti strutturali dell'economia reale (analisi fondamentale).

## A cosa serve l'analisi tecnica

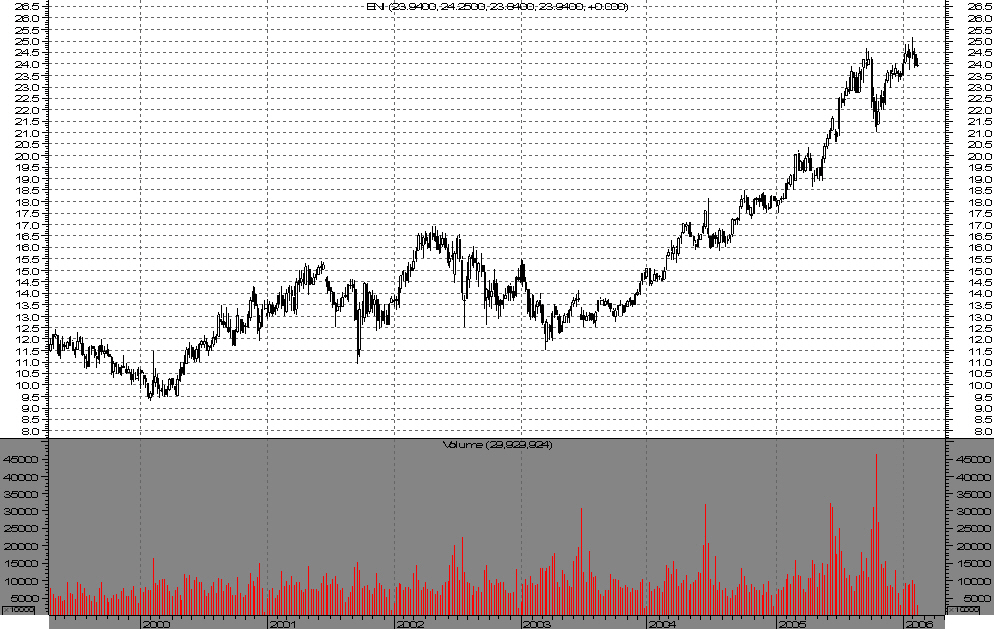
Grafico settimanale di ENI (ENI.MI)

Il compito principale dell'analisi tecnica è quindi quello di identificare un cambiamento di tendenza rispetto ad uno stadio iniziale, mantenendo una posizione di investimento fino a quando non vi sia prova che la tendenza stessa si sia di nuovo invertita. Gli investitori che la applicheranno avranno un'operatività nettamente differente da quelli che invece applicheranno una più semplice e comune tecnica chiamata buy and hold (o approccio del "cassettista"), che consiste invece nell'acquistare e immobilizzare la posizione per lungo tempo. Esiste un vivace dibattito rispetto alla migliore strategia di trading, che deve essere comunque sempre attentamente implementata in base agli obiettivi, alle disponibilità ed alla propensione al rischio dell'investitore rispetto al rendimento atteso.
Una strategia di investimento dinamico ed a breve termine basata su trading frequente per sfruttare la volatilità dei mercati fondato solo sull'AT presenta in media un maggior rischio a fronte della ricerca di possibili maggiori rendimenti; una strategia di investimento più conservativa (buy and hold basato su analisi fondamentale, con logica cassettista di medio-lungo termine) presenta solitamente minori rischi, in correlazione però a possibili minori rendimenti.
I possibili vantaggi dell'analisi tecnica rispetto alla strategia buy and hold risultano particolarmente evidenti in periodi in cui i mercati non fanno registrare alcun progresso o trend netto, evidenziando comunque notevoli fluttuazioni laterali (volatilità). I casi più lampanti che si possono ricordare sono quelli dell'indice Dow Jones Industrial Average durante il periodo 1966-1982. Alla fine del 1982 il valore dell'indice si discostava di poco da quello segnato nel lontano 1966, registrando però al suo interno cinque importanti cicli al rialzo. Un ipotetico investitore che (in maniera comunque piuttosto improbabile) fosse stato così fortunato da vendere in corrispondenza dei cinque massimi ed acquistare nei minimi, avrebbe visto crescere il suo investimento di 1000 $ nel 1966 sino a 10000 $ entro l'ottobre del 1983 (senza considerare però costi di transazione ed imposte). Nello stesso periodo un cassettista con strategie di acquisto e immobilizzo avrebbe guadagnato solo 250 $.
Un altro esempio si ha sull'andamento dell'indice Comit dal 1973 al 1996; particolarmente significativo appare il decennio 1986-1996, durante il quale l'indice non ha fatto registrare alcun progresso. In questo periodo una strategia buy and hold avrebbe fatto registrare una performance addirittura negativa, mentre una strategia che avesse individuato dinamicamente e sempre correttamente i principali punti di svolta avrebbe reso più probabile dei gain.
È necessario comunque evitare l'illusione di facili guadagni derivanti automaticamente dall'uso dell'AT, perché nella realtà del trading è ovviamente impensabile riuscire ad acquistare esattamente nei punti di minimo e vendere nei punti di massimo per le posizioni long e viceversa per quelle short. Questi valori possono essere conosciuti ovviamente solo ex post, ovvero a posteriori, negli studi storici a tavolino.
Le finalità dell'analisi tecnica sono quindi quelle di aiutare a migliorare l'identificazione della direzione di un trend, e di segnalare quando è prossima una sua inversione; dal momento che è impossibile concepire un solo strumento capace di segnalare tutti i punti di svolta, ne sono stati costruiti molti, che non si limitano solamente a indicatori di tipo grafico, ma anche di tipo quantitativo e statistico.
Si tratta, in termini generali, di un insieme di indicatori, definiti come funzioni di prezzi e volumi precedenti; il raggiungimento di un certo valore prestabilito come soglia segnala l'opportunità di un acquisto o di una vendita. Nella stragrande maggioranza dei casi si tratta di procedimenti sviluppati e raffinati negli Stati Uniti a partire dagli anni trenta, e che nel corso di oltre settant'anni hanno determinato insiemi di regole che costituiscono un concentrato di esperienze operative di migliaia di operatori; tali regole vengono spesso implementate nei cosiddetti "trading systems" automatizzati.

## Presupposti base dell'analisi tecnica
Questa prima parte farà riferimento esclusivamente all'analisi tecnica propriamente detta; i presupposti su cui fonda le sue previsioni sono sostanzialmente tre:

### Il prezzo sconta tutto
Questa affermazione è una premessa basilare per la corretta comprensione dell'analisi tecnica. Infatti l'analista si muove dalla convenzione che nei prezzi di borsa, o di un contratto di merci, siano già incorporati tutti quei fattori di tipo fondamentale, politico, psicologico, monetario ed economico, che ne hanno determinato l'andamento.
I grafici, infatti, di per sé non fanno salire o scendere il mercato, ma semplicemente riflettono la sua psicologia rialzista o ribassista.
Poiché l'approccio tecnico può sembrare alquanto semplicistico, la premessa "il mercato sconta tutto" acquista forza con l'esperienza individuale e dimostra che lo studio dei prezzi del mercato è un elemento fondamentale dell'analisi tecnica. Per mezzo di studio dei grafici, supportati da indicatori tecnici, gli analisti riescono a capire quale direzione il mercato intende prendere, senza dover ricorrere all'analisi delle motivazioni esterne al prezzo stesso.

### La storia si ripete
Questo risulta molto evidente in situazioni quali doppi-tripli massimi o minimi, ovvero situazioni in cui prezzi arrestano la loro corsa rialzista o ribassista in prossimità di aree che già precedentemente avevano invertito tendenze in atto, dimostrando come alcuni punti critici possano essere ricordati anche ad anni di distanza.

### Validità dei trend

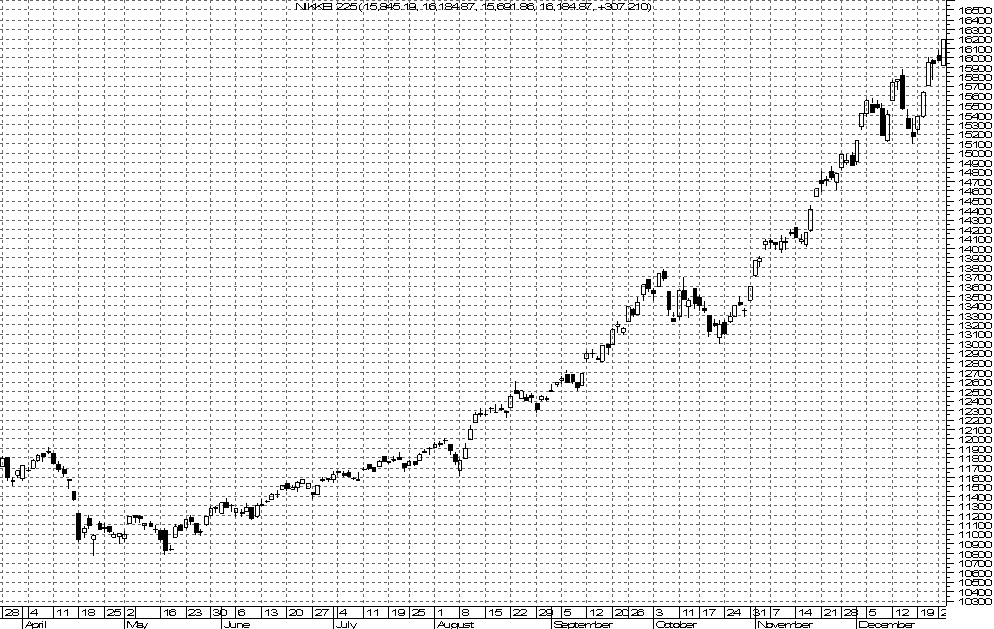
Grafico giornaliero del Nikkei 225

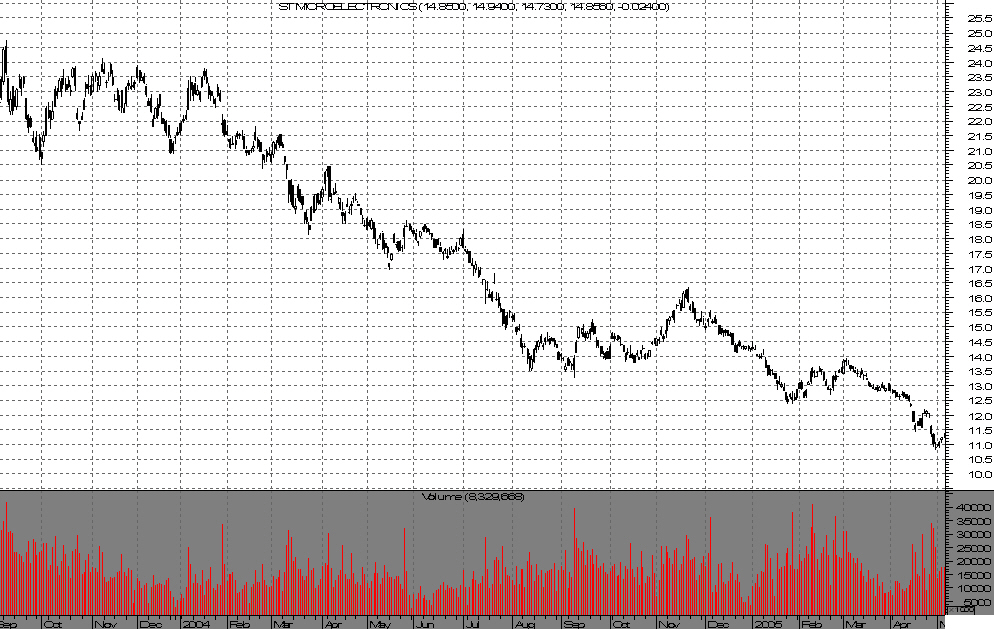
Grafico giornaliero di STMicroelectronics (STM.MI)

Qui a fianco riportiamo due esempi di trend:
1. grafico giornaliero del forte trend rialzista (bullish) del Nikkei 225, indice giapponese, durante il 2000.
2. grafico giornaliero del forte trend ribassista (bearish) di STMicroelectronics, durante il 2004.

Oltre ai tre fattori sopra indicati presupposti, è bene esplicitare e valutare l'ipotesi di inefficienza dei mercati e l'ipotesi di irrazionalità di comportamento da parte dei diversi operatori.

## Alcune critiche all'approccio tecnico
Nel tempo, con la larga divulgazione dell'analisi tecnica nel mondo, sono emerse una serie di obiezioni riguardo all'approccio tecnico ai mercati finanziari. I principali punti sono quelli dell'autolimitazione, dovuta al comportamento simile di numerosi operatori, e quello di prevedere la direzione dei futuri prezzi mediante il solo utilizzo dei dati passati. Infatti la critica di solito sostiene che i grafici dicono dov'è il mercato, ma non sono in grado di dire dove andrà.
Innanzitutto va sottolineato che, se non si è in grado di interpretarlo adeguatamente, un grafico non sarà mai in grado di dare indicazioni utili.
Va inoltre ricordata la teoria random walk (andamento casuale), che sostiene che i prezzi si muovono secondo una direzione aleatoria, e quindi una tecnica previsionale può essere solamente ridotta ad una scommessa. Ovviamente questa non è una critica solamente all'analisi tecnica, bensì a qualsiasi studio rivolto ad un'individuazione della futura direzione dei mercati.

### Teoria dell'autoalimentazione
Il diffondersi nel tempo dell'analisi tecnica a un numero di persone sempre maggiore ha fatto sì che parecchi operatori abbiano un'ottima preparazione e una buona familiarità con l'uso delle figure. Questo fa sì, secondo questa teoria, che vi siano masse di capitali mosse di conseguenza creando ondate di acquisti e di vendite in risposta di figure rialziste o ribassiste.
Va però ricordato che l'individuazione delle figure è assolutamente un fattore soggettivo, e nessuno studio è mai riuscito finora a quantificarle matematicamente: davanti allo stesso grafico molte persone possono dare molteplici analisi ed individuare differenti figure. L'interpretazione è quindi in parte soggettiva, e leggere un grafico è ritenuto un'arte, anche se sarebbe più corretto parlare di abilità. Le configurazioni tecniche sono raramente palesi, cosicché neanche gli analisti esperti si trovano spesso d'accordo nelle loro interpretazioni. D'altra parte, se questo allontana l'idea che lo stesso pattern individuato da più operatori possa portare a movimenti di massa, getta certamente un'ombra sulla predittività del metodo, visto che lo stesso trend può produrre, a seconda dell'analista, esiti completamente diversi.
In aggiunta a tutte queste considerazioni, bisogna tenere conto del differente approccio al mercato che tutti gli operatori hanno: alcuni certamente proverebbero ad anticipare il segnale tecnico, altri comprerebbero o venderebbero sulla "rottura" di una data figura, altri ancora aspetterebbero la conferma del segnale prima di prendere posizione. Perciò la possibilità che tutti gli analisti agiscano nello stesso tempo e nello stesso modo è molto remota.
Molto più preoccupante è invece la forte crescita dell'uso di sistemi tecnici computerizzati (trading systems) nel mercato dei futures. Accade spesso quindi con questi sistemi di gestione patrimoniale, sia pubblico che privato, che si concentri un'enorme massa di denaro su un numero esiguo di trend. Questo effettivamente porta sì a leggere distorsioni dei movimenti dei prezzi nel breve periodo, anche se non riescono a modificare un andamento primario del mercato.

### Ipotesi del mercato efficiente
Un altro interrogativo che ci si pone spesso riguarda la validità dell'uso dei prezzi del passato per predire quelli futuri. L'ipotesi del mercato efficiente, uno tra gli assunti dell'economia scientifica più solidamente verificati nel corso degli anni, implica che non sia possibile utilizzare le serie storiche dei prezzi per predire i prezzi in modo vantaggioso. L'assunto di base di questa ipotesi è che il mercato sia molto più rapido a rispondere alle variazioni delle condizioni in cui i prezzi vengono a determinarsi rispetto al singolo investitore in possesso di informazioni incomplete. Si noti che tale ipotesi non esclude che si possano predire i prezzi, ma implica che l'anticipo della predizione rispetto alla variazione sia statisticamente irrilevante ai fini di un ricavo finanziario.
All'obiezione spesso mossa dagli analisti tecnici, secondo cui gli investitori reali non siano razionali come l'ipotesi del mercato efficiente assume, viene contrapposto l'argomento statistico: se è vero che il singolo agente può agire in modo irrazionale, globalmente le deviazioni da un comportamento razionale saranno distribuite in modo simmetrico, così da bilanciarsi. Risulta quindi un effetto globale non dissimile da quello che si avrebbe in presenza di soli investitori razionali, seppure con una maggiore dispersione statistica.

### Random Walk
Una delle conseguenze dell'ipotesi del mercato efficiente (in una forma più debole) è che il riconoscimento di pattern da parte di analisti tecnici possa portare all'invalidazione dei pattern stessi: una volta che i partecipanti siano al corrente della presenza di figure collegate a determinati andamenti, la loro azione collettiva ne preverrà il verificarsi in futuro. Questa interpretazione è stata proposta dall'economista di Princeton, Burton Malkiel.
La risposta degli analisti tecnici è tipicamente legata al concetto che l'andamento dei prezzi rappresenti una sorta di effetto psicologico collettivo di investitori non razionali. Se ciò da un lato espone al rischio di individuare correlazioni mancanti di una spiegazione scientifica fondamentale, dall'altra potrebbe dare conto del fatto che, nonostante l'analisi tecnica si basi spesso su idiosincrasie degli analisti di dubbia efficacia, esistano comunque evidenze crescenti di un vantaggio informazionale per i suoi utilizzatori.

## Indicatori e oscillatori
Sono stati studiati e creati numerosi strumenti (indicatori e oscillatori) per aiutare l'analista nell'identificazione tempestiva dei trend e dei primi segnali d'indebolimento. Per cercare di rendere meglio l'idea di quanti strumenti siano disponibili vale la pena citare gli oltre 100 indicatori presenti in alcuni software di analisi tecnica.

## Candlestick
Per meglio confezionare i segnali di acquisto e di vendita un forte supporto grafico viene dato dalle cosiddette candele giapponesi o candlestick che vede nel giapponese Munehisa Homma (1716-1803) il probabile ideatore che si costruì una fortuna facendo trading sul mercato del riso durante il Settecento.

## Termini tecnici
- Breakout - quando i prezzi rompono un'importante area di supporto o resistenza
- Stop loss - ordine che chiude l'operazione per fermare le perdite
- Resistenza - area dove incrementa la pressione dei venditori
- Supporto - area dove incrementa la pressione dei compratori
- Trend line - linea che funge da supporto o resistenza